# Diocesi di Tubulbaca
La diocesi di Tubulbaca (in latino Dioecesis Tubulbacensis) è una sede soppressa e sede titolare della Chiesa cattolica.

## Storia
Tubulbaca, forse identificabile con Téboulba nel governatorato di Monastir in Tunisia, è un'antica sede episcopale della provincia romana di Bizacena.
Sono solo due i vescovi attribuiti a questa diocesi. Alla conferenza di Cartagine del 411, che vide riuniti assieme i vescovi cattolici e donatisti dell'Africa romana, prese parte il cattolico Ianuariano; in quell'occasione la sede non aveva vescovi donatisti. Ianuariano potrebbe essere identificato con l'omonimo vescovo, indicato senza menzione della sede di appartenenza nel concilio del 24 febbraio 418 e nella lettera indirizzata da Aurelio di Cartagine ai vescovi della Bizacena il 1º agosto 419.
Il nome di Terenziano figura al 7º posto nella lista dei vescovi della Bizacena convocati a Cartagine dal re vandalo Unerico nel 484; Terenziano, come tutti gli altri vescovi cattolici africani, fu condannato all'esilio.
Dal 1933 Tubulbaca è annoverata tra le sedi vescovili titolari della Chiesa cattolica; dal 17 aprile 2000 il vescovo titolare è Denis Theurillat, già vescovo ausiliare di Basilea.

## Cronotassi

### Vescovi residenti
- Ianuariano † (menzionato nel 411)
- Terenziano † (menzionato nel 484)

### Vescovi titolari
- Pierre Samain † (31 maggio 1967 - 28 febbraio 1984 deceduto)
- Augustine Cheong Myong-jo † (23 ottobre 1989 - 5 novembre 1998 nominato vescovo coadiutore di Busan)
- Denis Theurillat, dal 17 aprile 2000